# Pilszcz
Pilszcz (cz. Pilšť albo Plšť, niem. Piltsch) – wieś w Polsce położona w południowej części województwa opolskiego, w powiecie głubczyckim, w gminie Kietrz.

## Powierzchnia
Pilszcz składa się z dwóch części: wsi i oddalonej o ok. 2 km osady wsi Pilszcz-Osiedle PGR. Jest miejscowością graniczącą od strony wschodniej i południowej z Czechami, a najbliższym miastem, znajdującym się 5 km dalej, jest czeska Opawa. Wioska położona jest w Bramie Morawskiej w dolinie rzeki Ostrej. Liczy ok. 750 mieszkańców w tym ok. 2/3 mieszka we wsi a 1/3 na osiedlu. Większość stanowi ludność napływowa z terenów obecnej Ukrainy przybyła po II wojnie światowej, oraz ich potomkowie.
Większą część powierzchni wsi zajmują użytki rolne, z czego zdecydowaną większość stanowią grunty orne uprawiane przez rolników indywidualnych i Kombinat Rolny Kietrz. Są to gleby lessowe w większości drugiej i trzeciej klasy. Są też grunty pierwszej i czwartej klasy. Głównie uprawiane są rzepak, pszenica i buraki cukrowe.

## Historia
Pilszcz założony został przez Niemców pod nazwą Piltsch (niem. der Pilz – grzyb) z uwagi na występowanie dużej ilości grzybów pomimo braku lasów. Lata świetności Pilszcza przypadały na okres międzywojenny. Wioskę zniszczyła pod koniec II wojny światowej Armia Czerwona. Pilszcz zamieszkiwała ludność czeska, tzw. Morawcy. Na mocy traktatu jałtańskiego niemieckojęzyczni mieszkańcy Pilszcza zostali wysiedleni do Niemiec, a na ich miejsce zostali przesiedleni Polacy z Kresów Wschodnich; część rodzin zweryfikowano i nadano polskie obywatelstwo.
W 1884 roku w okolicy odkryto tzw. skarb z Pilszcza. Skarb pochodził z epoki brązu i zawierał zabytki wykonane z brązu: siekierki, naszyjniki, bransolety, eksponowany jest we wrocławskim Muzeum Archeologicznym.
W latach 1945–1954 siedziba gminy Pilszcz, następnie do 1972 r. gromady Pilszcz.
W latach 1945–1991 stacjonowała tu Strażnica WOP Pilszcz. 16 maja 1991 roku strażnica została przejęta przez Straż Graniczną i funkcjonowała do 23 sierpnia 2005 roku, kiedy to została rozformowania.

## Zabytki

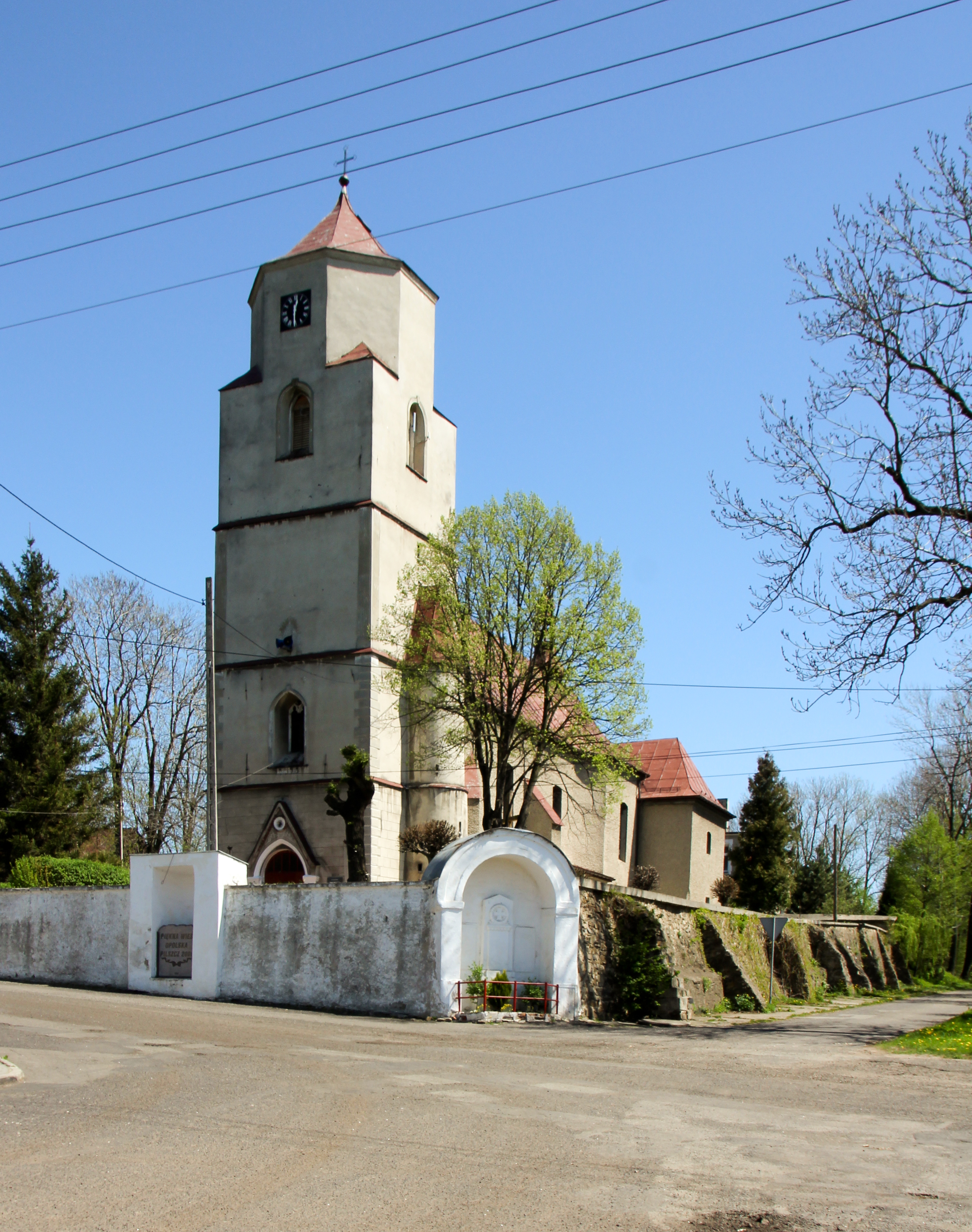
kościół pw. Wniebowzięcia NMP

Do wojewódzkiego rejestru zabytków wpisane są:
- zespół urbanistyczny, z k. XVIII w.
- kościół pątniczy par. pw. Wniebowzięcia NMP, z 1593 r. – XVI wieku, 1777 r., stanowiący obecnie sanktuarium Matki Boskiej Pilszczańskiej

inne zabytki:
- aleja lipowa
- zagrody frankońskie wraz z zachowanym spichlerzem, parnikiem i piekarnikiem
- stacja kolejowa.